# Majerovce
Majerovce (bis 1927 „Majorovce“; ungarisch Majoros) ist eine kleine Gemeinde in der Ostslowakei.

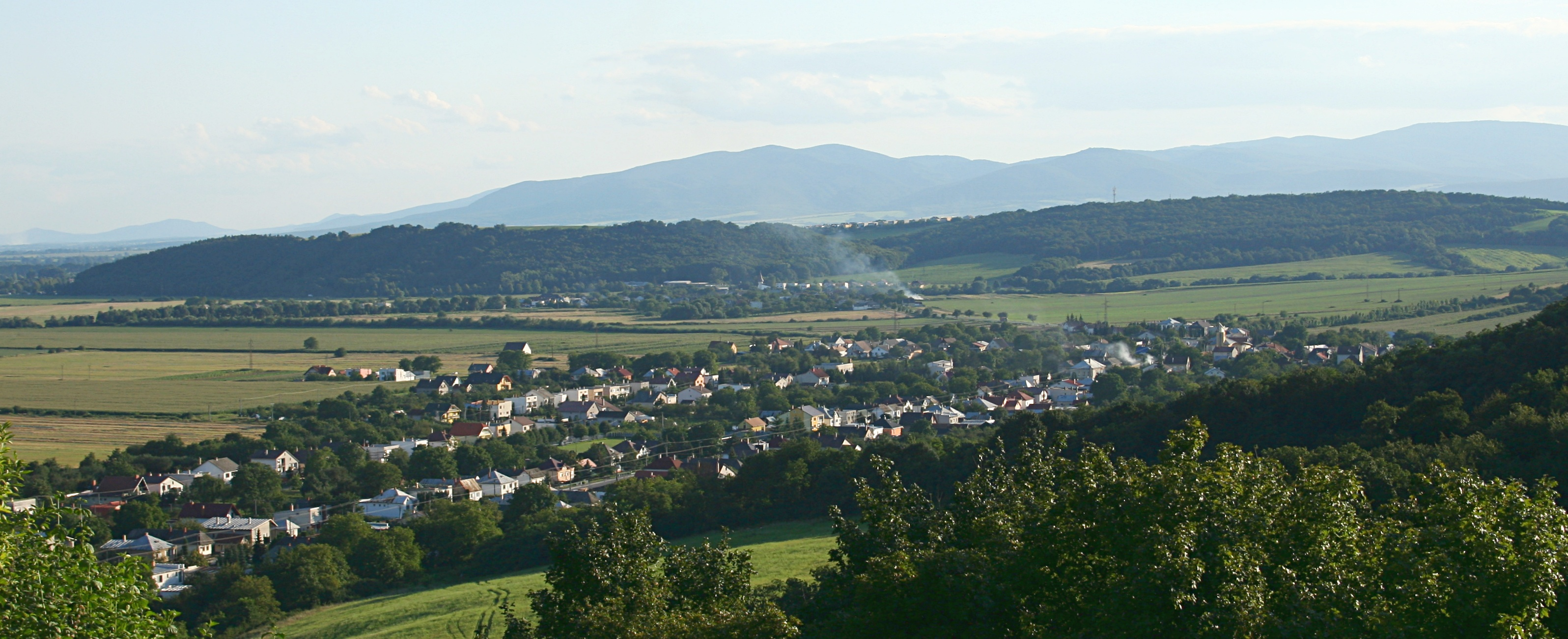
Blick auf Majerovce

## Geografie
Die Gemeinde Majerovce liegt nahe der Burgruine Čičava im Tal der Ondava, die hier aus dem Ondauer Bergland (Ondavská vrchovina) in das Ostslowakische Tiefland eintritt. Die Stadt Vranov nad Topľou ist nur vier Kilometer von Majerovce entfernt.

## Geschichte
Der Ort wurde im Jahr 1363 erstmals urkundlich erwähnt. Die römisch-katholische Kirche und die griechisch-katholische Kirche wurden erst in den 1990er Jahren erbaut.

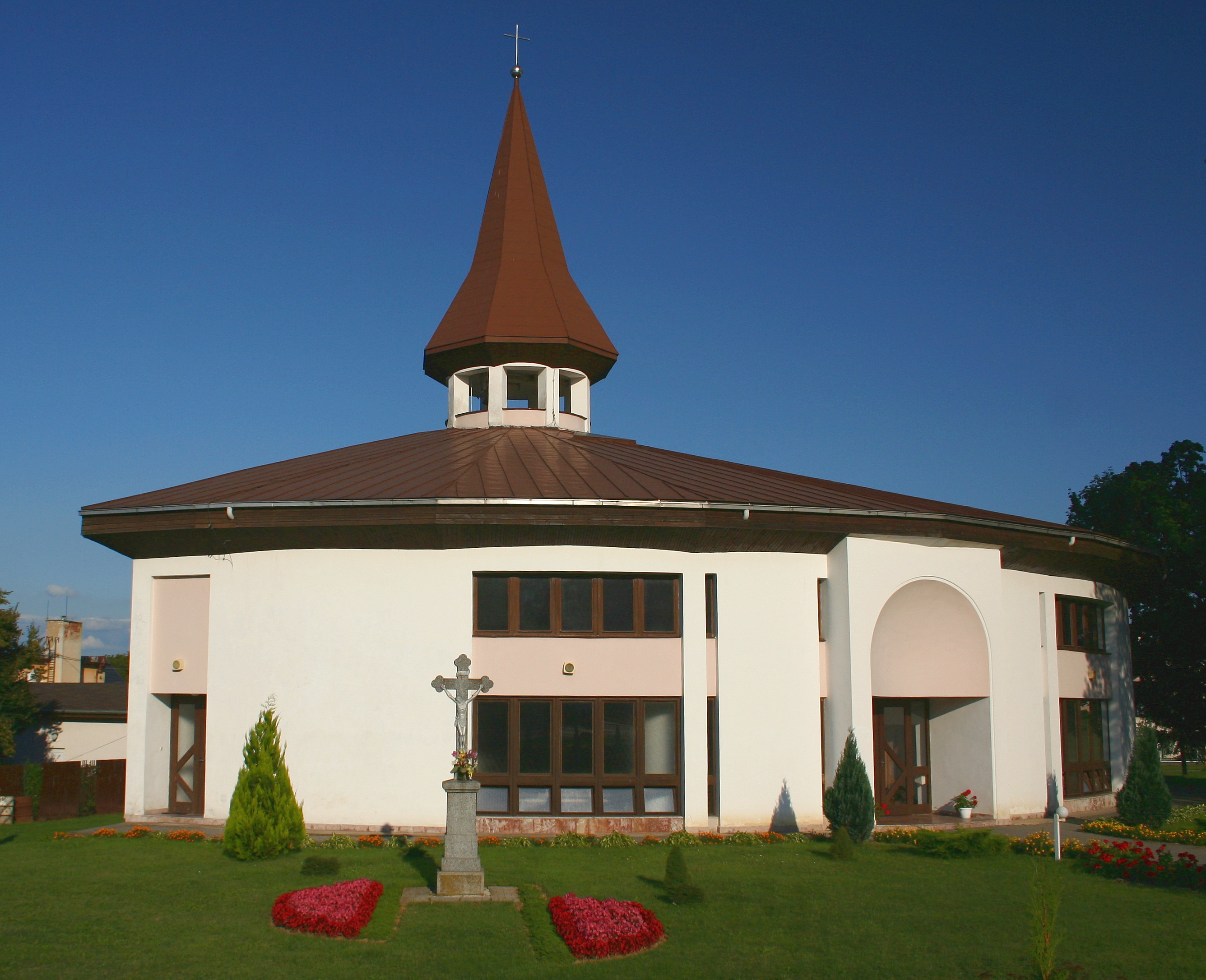
Römisch-katholische Kirche
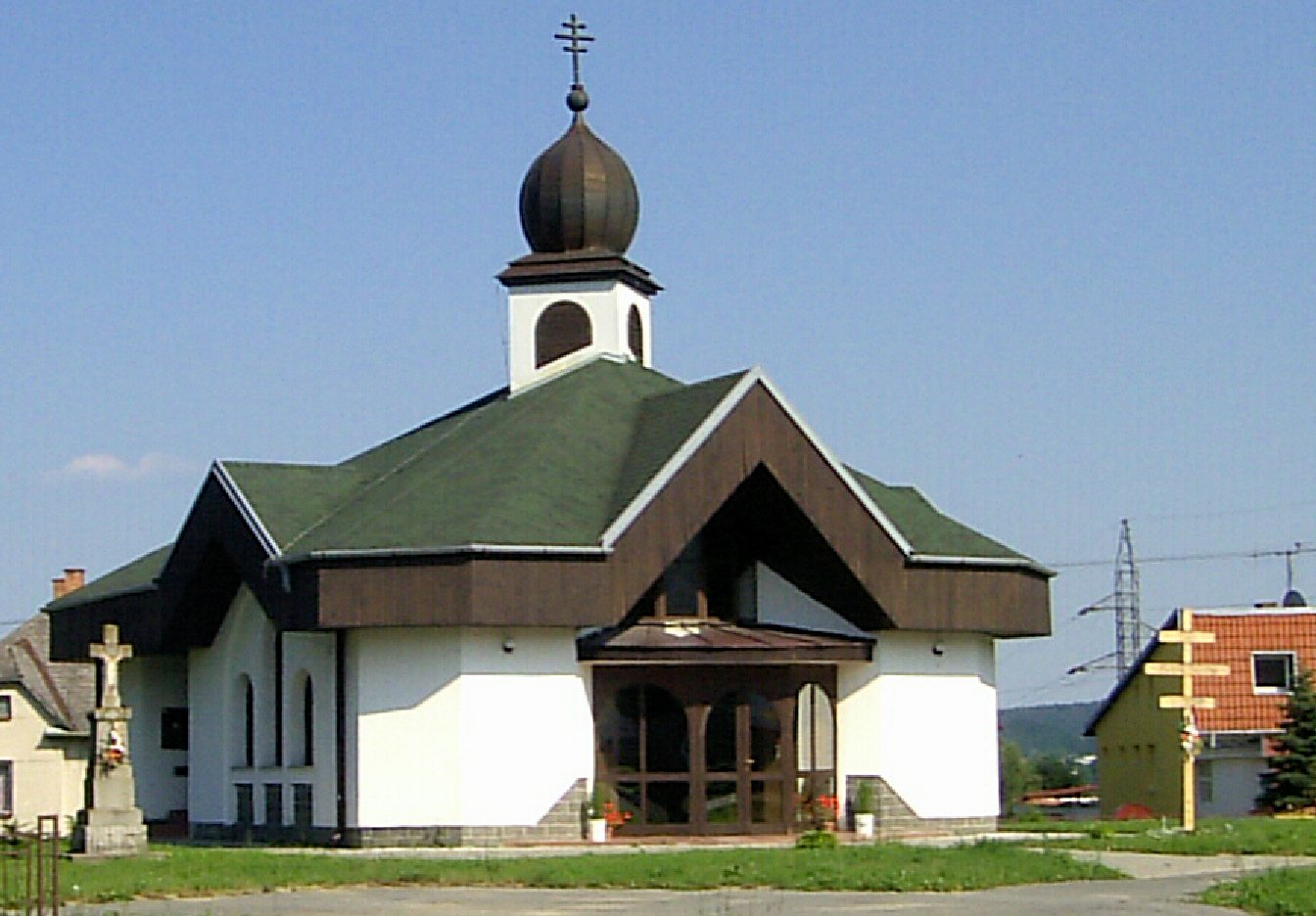
Griechisch-katholische Kirche

## Bevölkerung
| Jahr                | 1994 | 2004    | 2014    | 2024    |
| ------------------- | ---- | ------- | ------- | ------- |
| Anzahl der Personen | 455  | 448     | 444     | 436     |
| Unterschied         |      | −1,53 % | −0,89 % | −1,80 % |

| Jahr                | 2023 | 2024    |
| ------------------- | ---- | ------- |
| Anzahl der Personen | 431  | 436     |
| Unterschied         |      | +1,16 % |

## Verkehrsanbindung
Die Fernstraße 558 von Vranov nad Topľou nach Humenné führt durch die Gemeinde. Im nahen Vranov nad Topľou besteht Bahnanschluss (Bahnlinie Prešov–Michalovce).

## Statistik
Die Bevölkerung Majerovces besteht fast ausschließlich aus Slowaken. 80 % der Einwohner bekennen sich zur römisch-katholischen Kirche, 19 % gaben als Konfession griechisch-katholisch an.